# Cuautinchán
Cuautinchán är en kommun i Mexiko.   Den ligger i delstaten Puebla, i den sydöstra delen av landet, 130 km öster om huvudstaden Mexico City.
Följande samhällen finns i Cuautinchán:
- San Jerónimo Almoloya
- Concepción Pardiñas
- Alpatláhuac
- Santa Cruz Alpuyeca
- José María Morelos
- San José
- Apapasco